# Глібів (Чортківський район)
Глі́бів — село в Україні, у Гримайлівській селищній громаді Чортківського району Тернопільської області. Розташоване на річці Тайна, на півночі району. Центр сільради до 2020. При Глібові був хутір Тарасівка. Населення — 1004 особи (2003).
Є пам'ятка природи — 150-річний Глібівський бук пурпуролистий.

## Археологічні дослідження
Поблизу Глібова виявлено поселення трипільської культури та прикраси 7-5 ст. до н. е.

## Історія
Перша писемна згадка — 1410 року.
Протягом 1560—1640 рр. село належало шляхтичам із роду Лудзецьких-Лудзінських герба «Гримала» власників сіл Гримайлівського ключа.
1609 року в селі було засновано римо-католицьку парафію за сприяння дідича — графа Войцєха Лудзіцького, до якої належала, зокрема, також громада Гримайлова.
У 1634 р. Глібів пограбував військовий загін поміщиці з с. Калагарівка Анни Лагодовської, яка вела земельні суперечки з власниками Гримайлова шляхтичами Лудзецькими-Лудзінськими за успадкування майна свого першого чоловіка Миколая Малинського — родича Лудзецьких-Лудзінських.
Після 1640 р. село — власність роду Сєнявських.
У 1634 році власниця села Калагарівка, шляхтичка Анна (Ганна) з Лагодовських (на прізвисько «Герод-Баба») пограбувала маєток шляхтичів Людзіцьких у Глібові.
- 1674 село частково знищили татари.
- 1716 року римо-католицьку парафію за сприяння дідича — великого гетьмана коронного Адама Миколая Сенявського — перенесли до Гримайлова.[3]
- Від 1810 Глібів — власність С. Голієвського, від 1848 — родини Козєбродзьких.

1880 роком датована перша згадка про Глібівський пивзавод. Він перебував в оренді у пана Мехера Моргестера. Тоді, це було невелике підприємство, яке щороку виробляло близько десяти тисяч гектолітрів пива.
Діяли українські товариства «Просвіта», «Луг», «Союз українок», «Сільський господар».
1 серпня 1934 року село увійшло до складу новоутвореної сільської гміни Гримайлів.
1938 року освятили новоспоруджений Народний дім імені колишнього власника Глібова Фелікса (Щенсного) Козєбродзького.
Наприкінці вересня 1939 р. у каплиці ґрафів влаштовано склад для паливно-мастильних матеріалів, тлінні останки семи осіб родини Козєбродських (Броніслава (батька), Броніслави (матері) та їхніх дітей Тадеуша, Людвиґа, Яна, Антонія і немовляти) червоноармійці повиносили з гробівця і поскидали під кущ бузини.
У ніч на 23 квітня 1949 року в Буциках і навколишніх селах Вікно, Глібів, Зелене, Лежанівка, Мала Лука впорядковано могили вояків УПА (закопано хрест та поставлено на могилі вінок «Героям Слава»).
27 листопада 1989 р. у хаті Антона Яцишина започатковано сільський осередок НРУ. Того ж року в одній із кімнат школи, за сприяння вчителя фізичного виховання Євгена Заплітного відкрито музей історії села (нині етнографічна музейна кімната «Берегиня»).
12 червня 2020 року, відповідно до розпорядження Кабінету Міністрів України № 724-р «Про визначення адміністративних центрів та затвердження територій територіальних громад Тернопільської області» увійшло до складу Гримайлівської селищної громади.
19 липня 2020 року, в результаті адміністративно-територіальної реформи та ліквідації Гусятинського району, село увійшло до складу новоутвореного Чортківського району.
У 2021 році відбулось відродження пивоварні.
Від 2022 у селі діє волонтерський центр допомоги ЗСУ.

## Політика

### Парламентські вибори, 2019
На позачергових парламентських виборах 2019 року у селі функціонувала окрема виборча дільниця № 610212, розташована у приміщенні будинку культури.
Результати
- зареєстровано 644 виборці, явка 71,74 %, найбільше голосів віддано за «Слугу народу» — 35,43 %, за «Європейську Солідарність» — 15,22 %, за «Голос» — 8,70 %.[15] В одномандатному окрузі найбільше голосів отримав Микола Люшняк (самовисування) — 31,84 %, за Ігоря Сопеля (Слуга народу) — 23,54 %, за Романа Василіцького (Об'єднання «Самопоміч») — 12,56 %[16].

## Населення

### Мова
Розподіл населення за рідною мовою за даними перепису 2001 року:
| Мова                | Відсоток |
| ------------------- | -------- |
| українська          | 99,69 %  |
| російська           | 0,10 %   |
| інші/не визначилися | 0,21 %   |

## Символіка
Затверджена 22 червня 2023 р. рiшенням № 3787 XVII сесії селищної ради VIII скликання. Автори — С. В. Ткачов, В. М. Напиткін.

### Герб
Щит перетятий синім і червоним. В першій частині золота підкова з вписаним розширеним хрестом. В другій частині золотий лист хмелю, супроводжуваний по сторонам чотирма шишками хмелю, покладеними в правий і лівий перев'язи. Щит вписаний в золотий декоративний картуш, внизу якого написи «ГЛІБІВ» і «1564», і увінчаний золотою сільською короною.
Герб поєднує символ Козебродських — «Яструбець» — і листок та шишки хмелю (означає першу на Поділлі парову броварню Козєбродських, яка відроджена і продукує пиво «Глібівське».

### Прапор
Квадратне полотнище поділене горизонтально на дві рівновеликі частини. В першій синій частині жовта підкова з вписаним розширеним хрестом. В другій синій частині жовтий лист хмелю, супроводжуваний по сторонам чотирма шишками хмелю, покладеними в праву і ліву діагоналі.

## Релігія

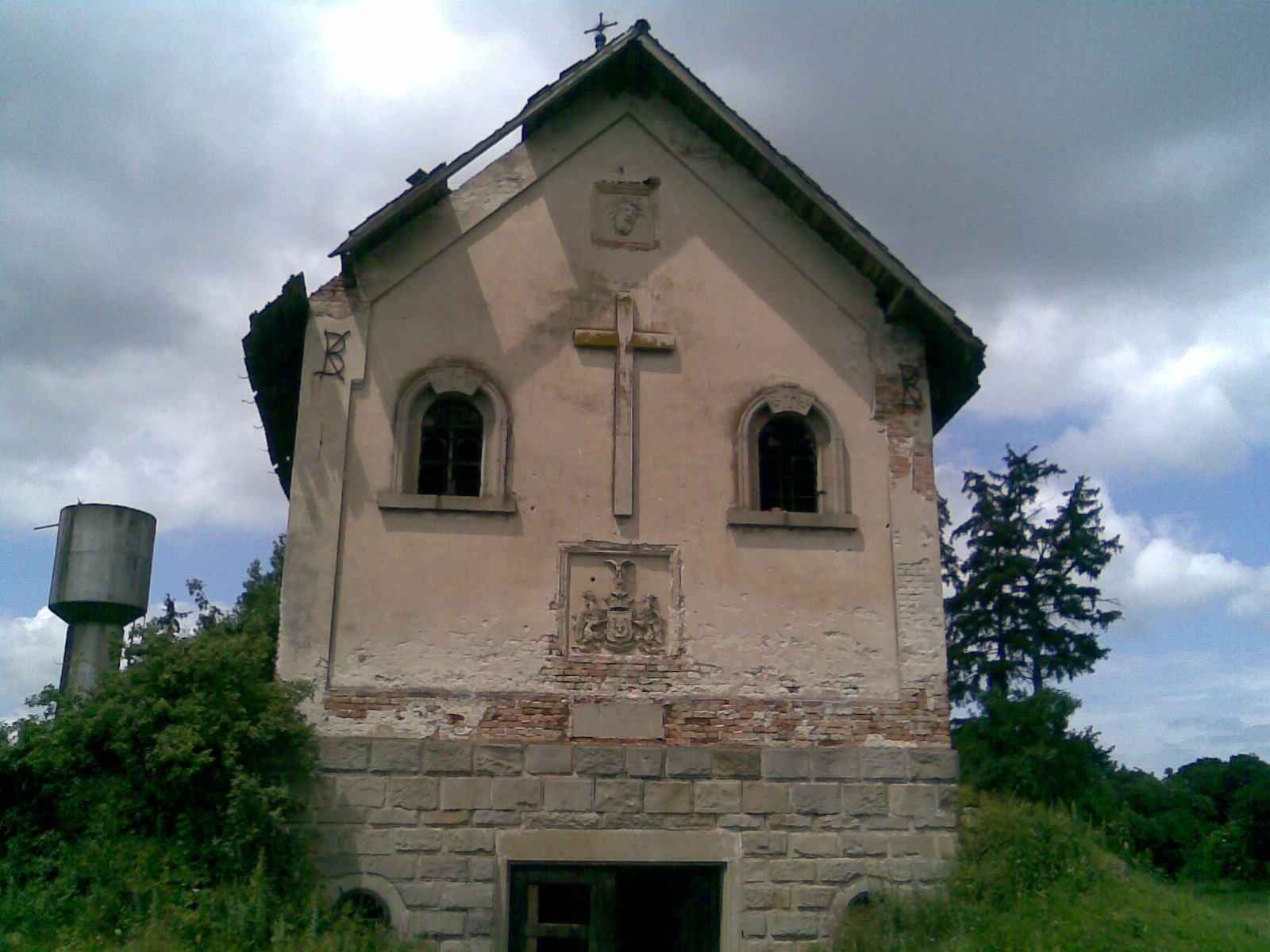
Каплиця Козєбродських

- церква святого Онуфрія (1907; мурована),
- дві каплички.
- каплиця-усипальниця[18].

## Пам'ятники
Споруджено пам'ятники:
- полеглим у німецько-радянській війні воїнам-односельцям[d] (1968),
- Т. Шевченку (1992; скульптор Б. Рудий).

Встановлено пам'ятний хрест на честь скасування панщини (відновлено 1992), пам'ятний знак з нагоди 5-ї річниці незалежності України (1996), насипано символічну могилу Борцям за волю України (1991).
Пам'ятник Т. Шевченку
Щойновиявлена пам'ятка монументального мистецтва у селі Глібові Тернопільської области України. Розташований в центрі.
Встановлений 1992 р. Скульптор — Б. Рудий.
Постамент — граніт, скульптура — карбована мідь.
Скульптура — 3,2 м, постамент — 3,2 м.
Скульптура Матері Божої з Ісусом
Щойновиявлена пам'ятка історії. Розташована на подвір'ї церкви.
Робота самодіяльних майстрів, виготовлена із каменю (ХІХ ст.).
Скульптура св. Онуфрія
щойновиявлена пам'ятка історії. Розташована на подвір'ї церкви.
Робота самодіяльних майстрів, виготовлена із каменю (ХІХ ст.).
Скульптура Матері Божої
Щойновиявлена пам'ятка історії. Розташована на подвір'ї церкви.
Виготовлена із каменю (ХІХ ст.).

## Пам'ятки
- Глібів I[d] — поселення черняхівської культури (III—IV ст. н. е.);

## Соціальна сфера
Діють загальноосвітня школа І-ІІ ступеня, Будинок культури, бібліотека, музей історії села.

## Відомі люди

### Народилися
- Вецаль Р. — громадська діячка у США
- Тадеуш Козебродзький[pl] (1860–1916) — польський граф, дипломат Австро-Угорщини, камергер імператорського двору.
- Людвік Козебродзький[pl] (1869–1928) — громадський діяч, депутат Галичини Х каденції, член Крайового відділу у Львові.
- Антін Заплітний (1890—1968) — український адвокат, правознавець та громадський і кооперативний діяч, Теребовлянський повітовий комісар часів ЗУНР.
- Топоровський Ігор Теодорович (1948) — український поет, прозаїк, драматург і гуморист, видавець, громадський діяч у сфері культури, член Національної спілки письменників України.

### Проживали
- Климчак Богдан Степанович — український письменник, довголітній політв'язень[23].
- Заплітний Євген — український краєзнавець.

## Галерея

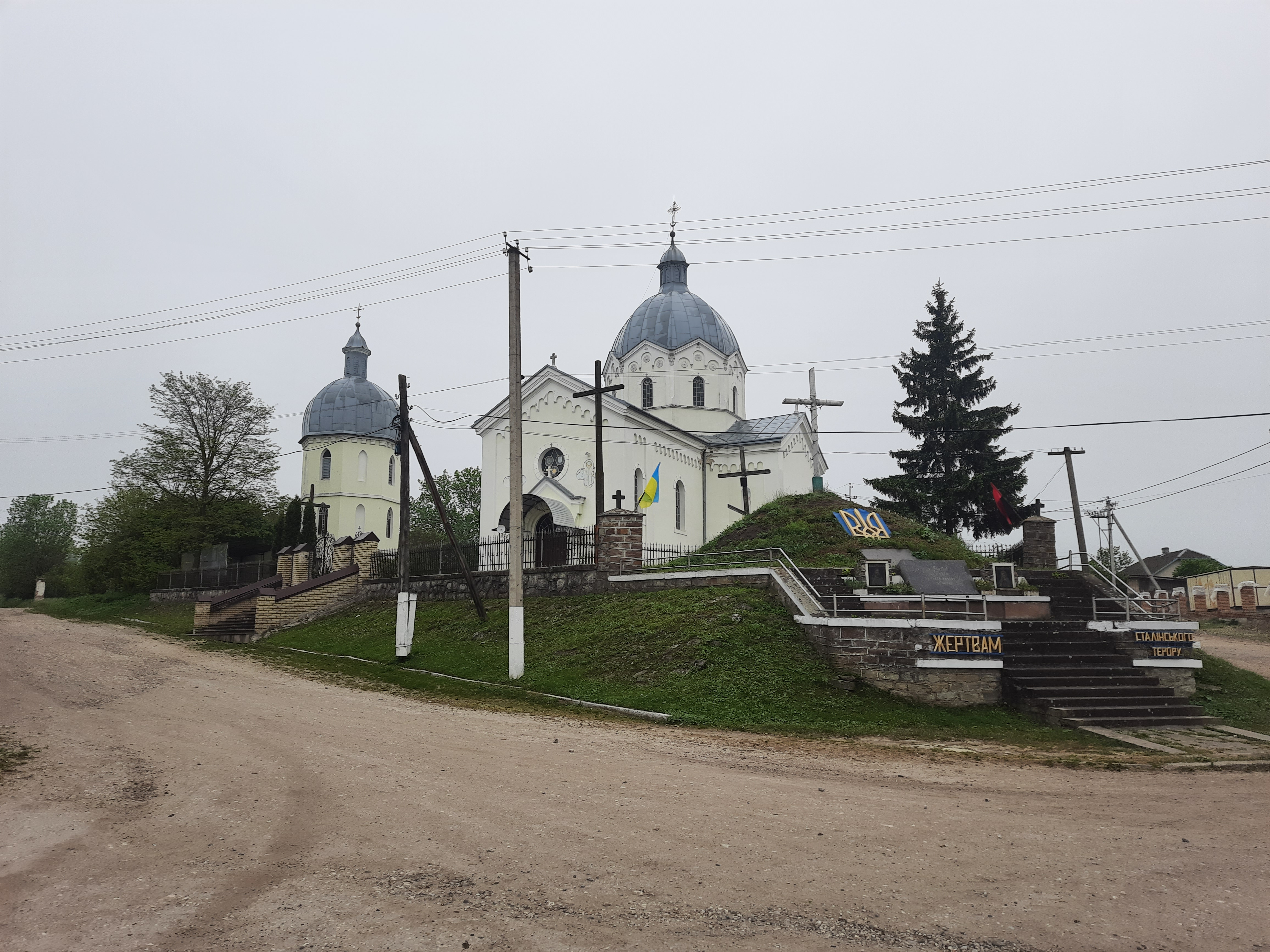
Центр села
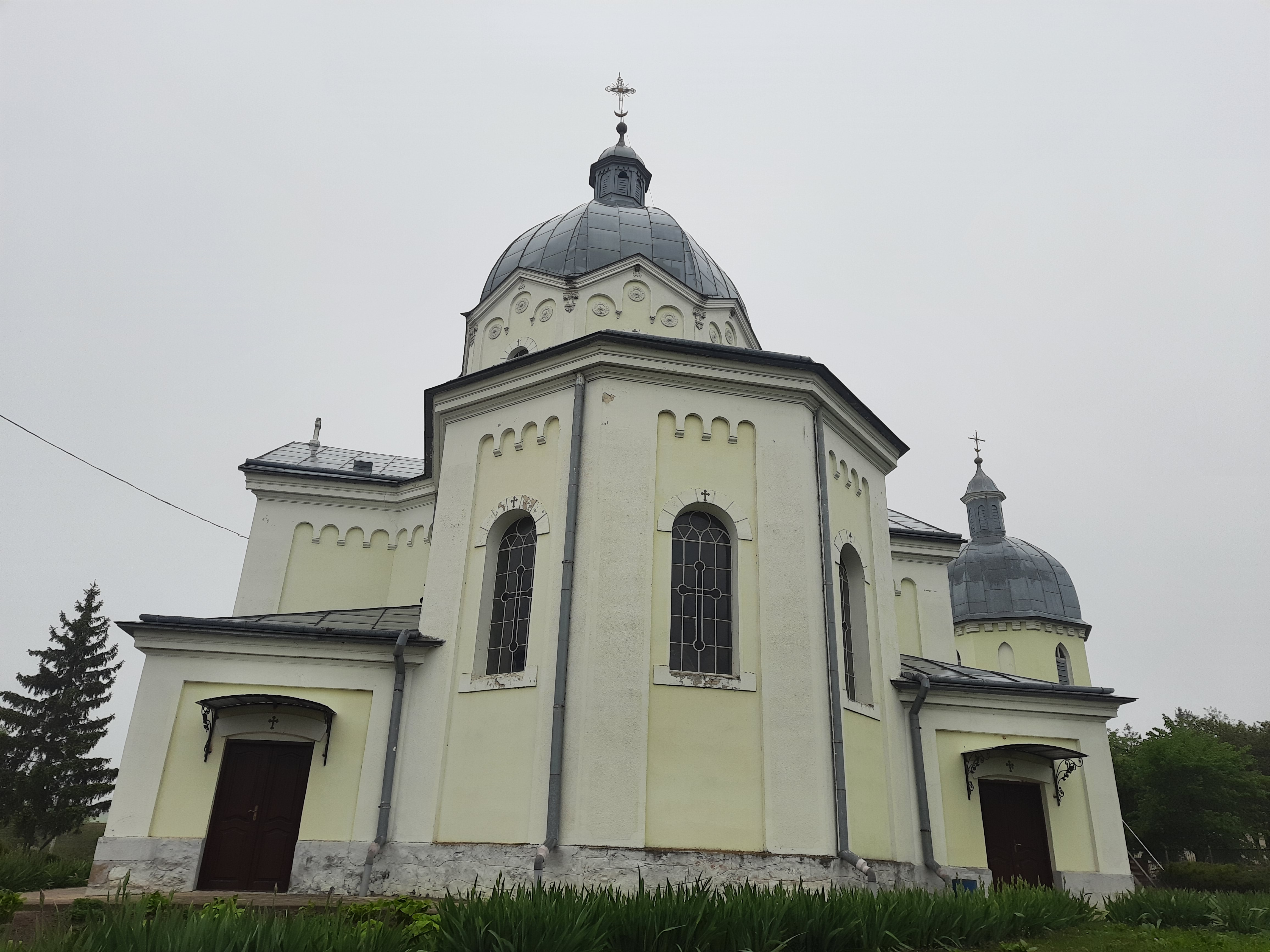
Церква Святого Онуфрія (1907)
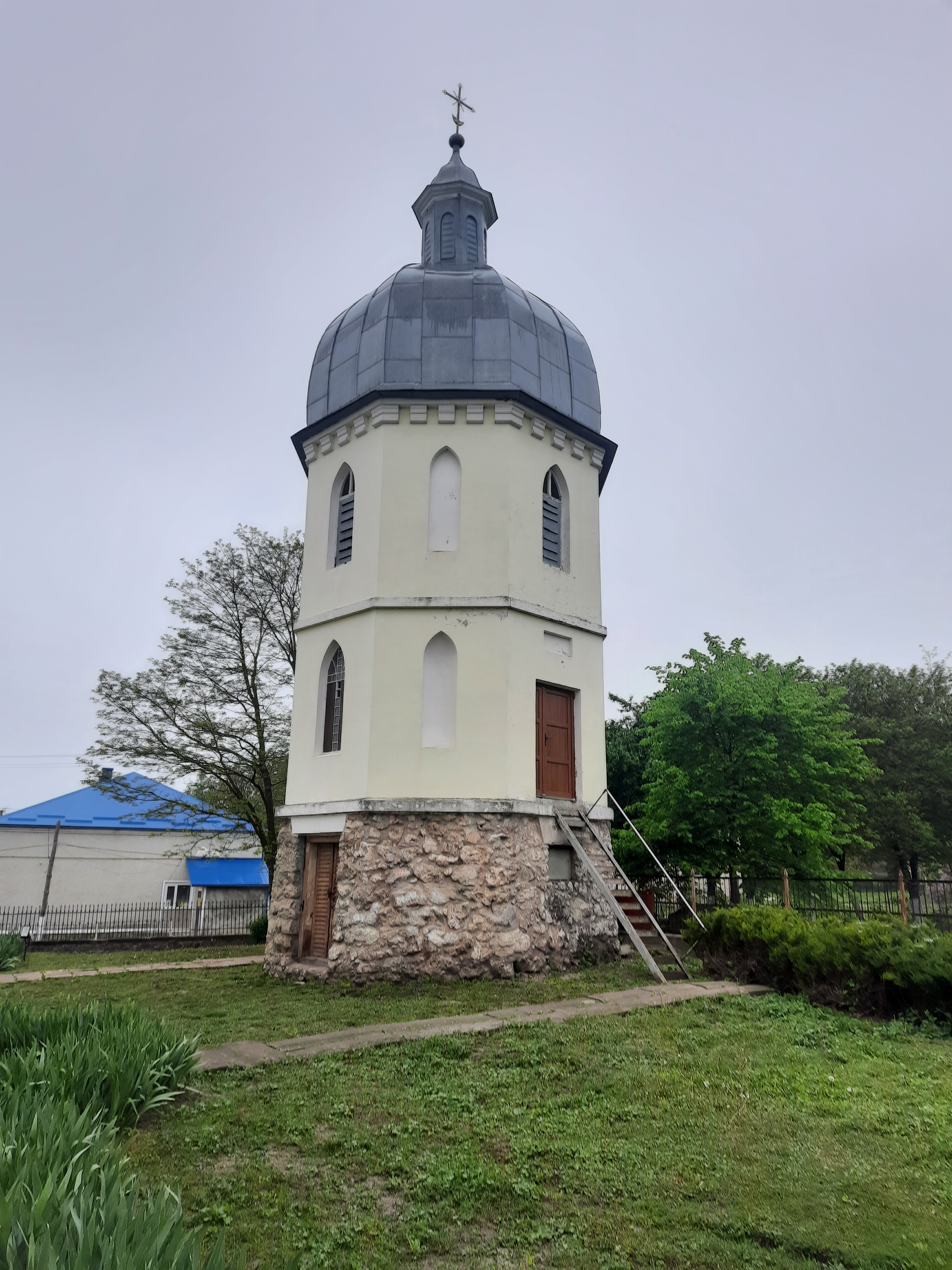
Дзвіниця церкви Святого Онуфрія
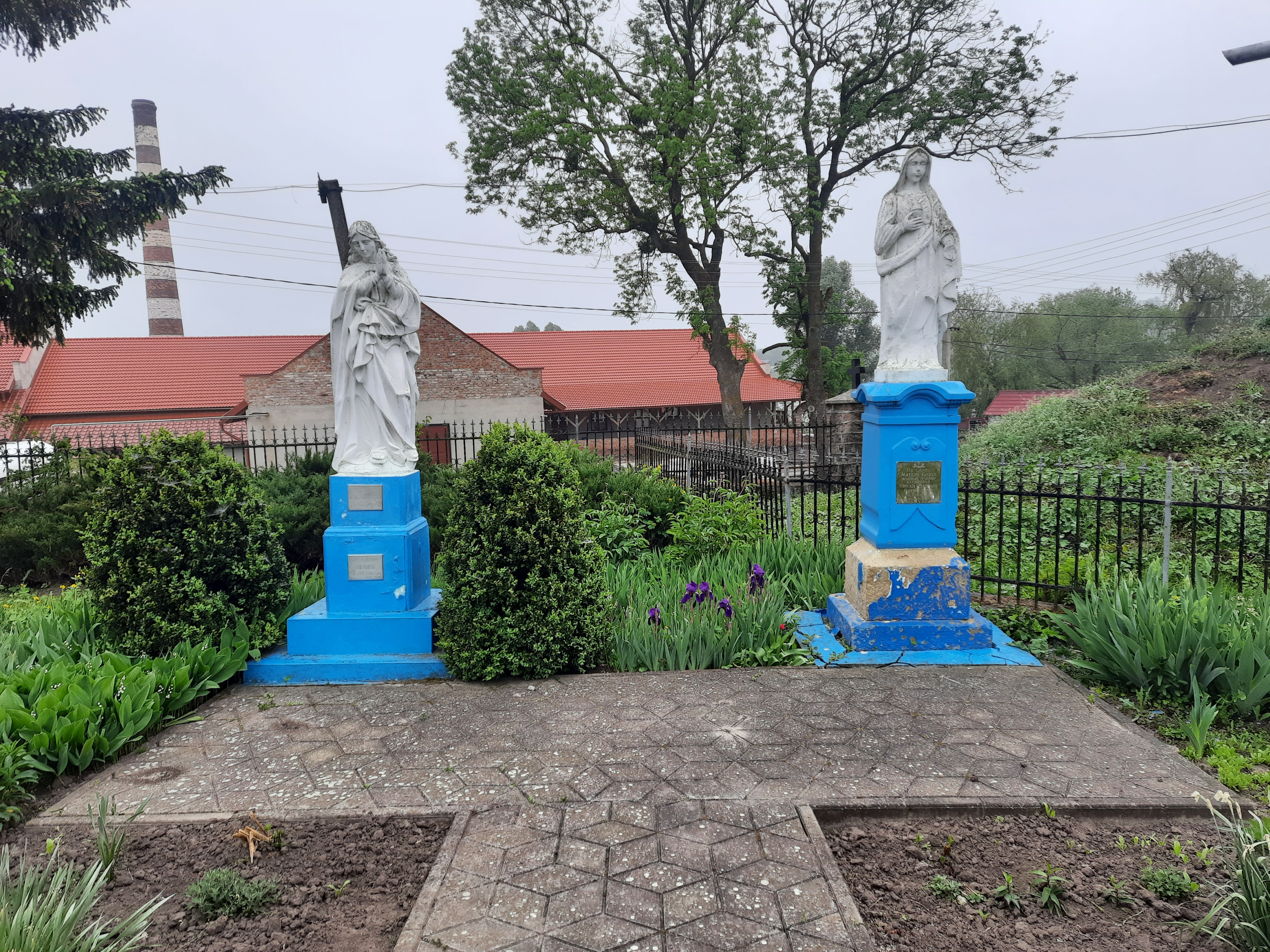
Скульптури біля церкви Святого Онуфрія
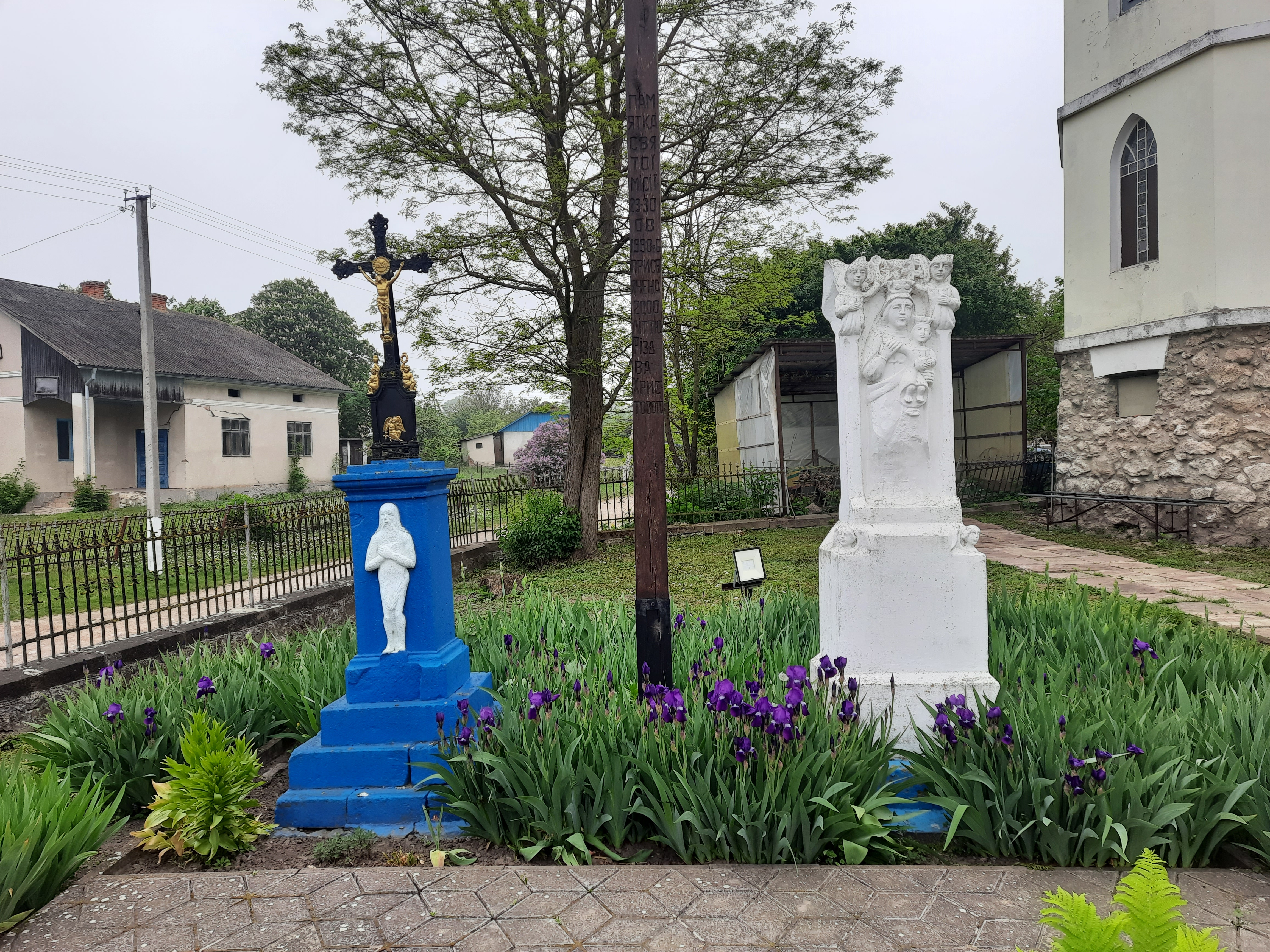
На подвір'ї церкви Святого Онуфрія
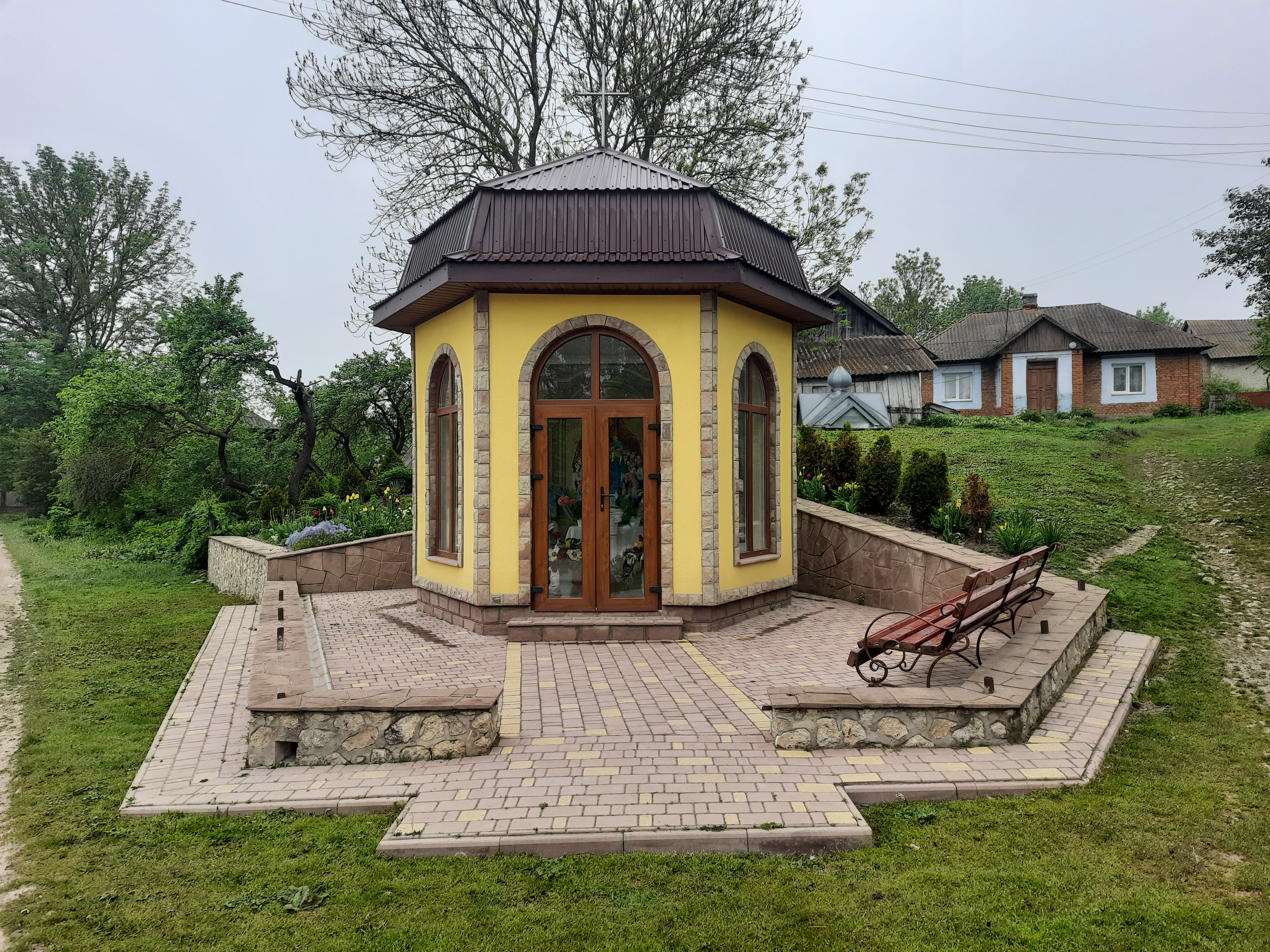
Капличка
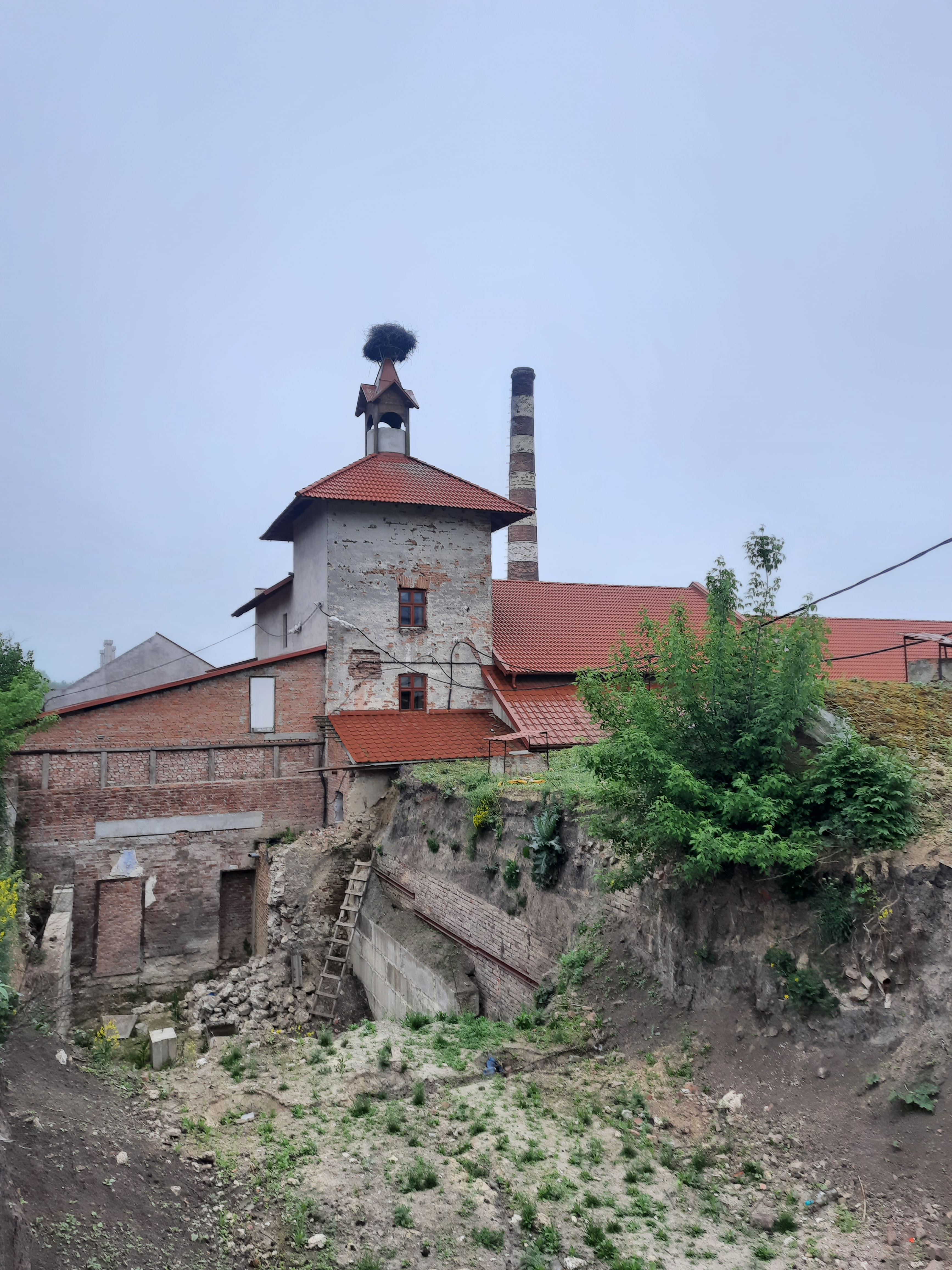
Стара пивоварня
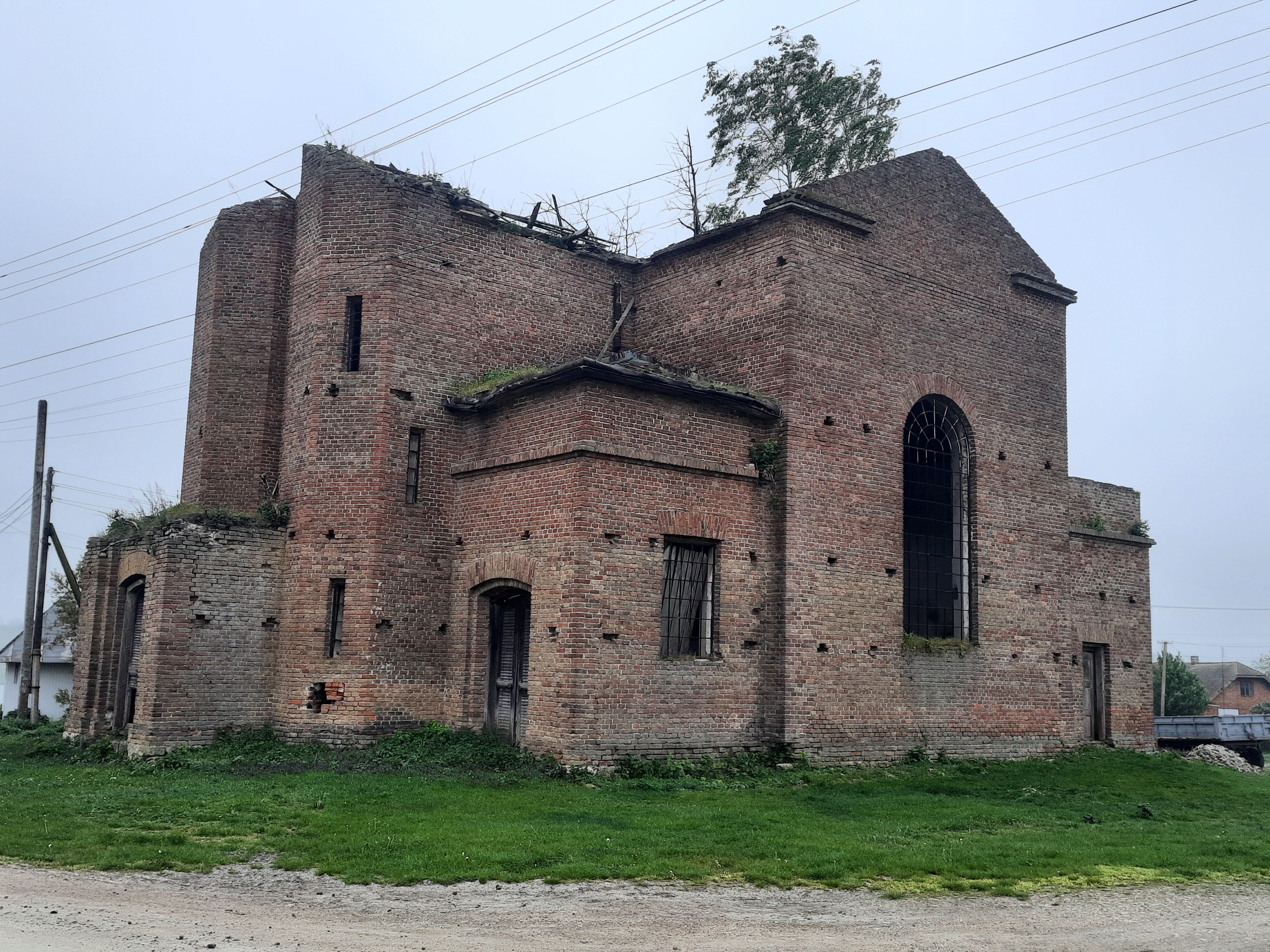
Руїни костелу
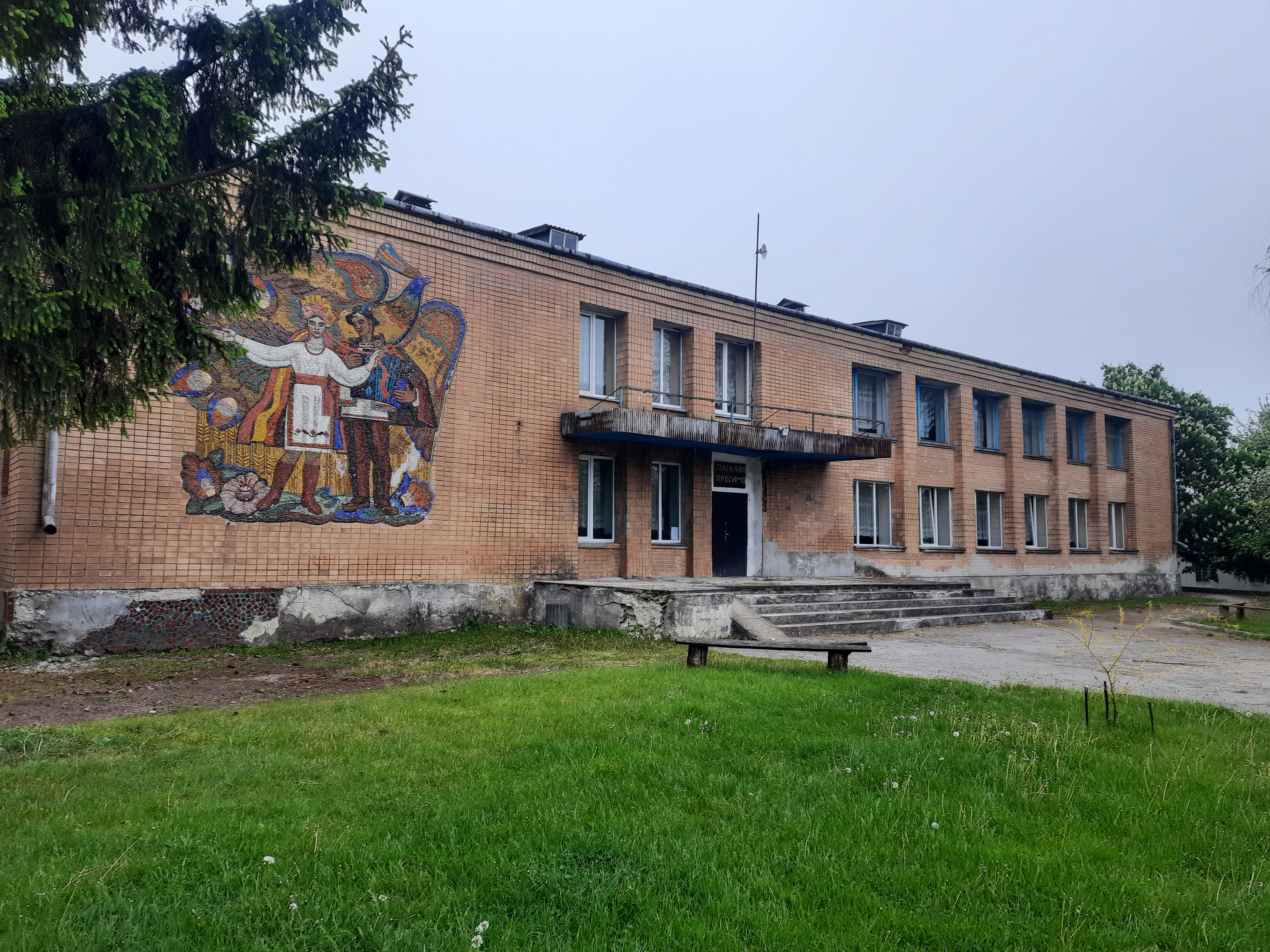
Будинок культури
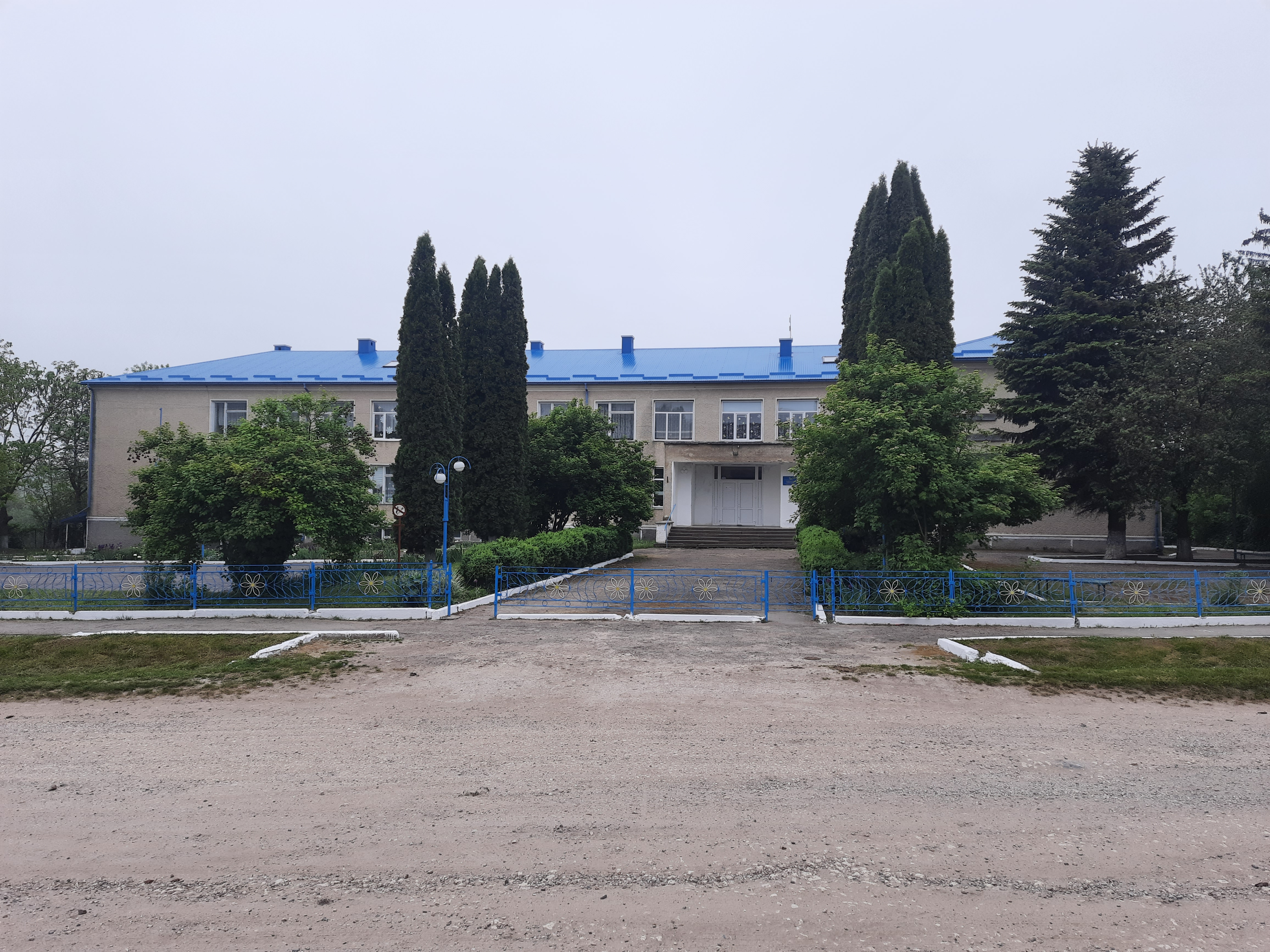
Школа
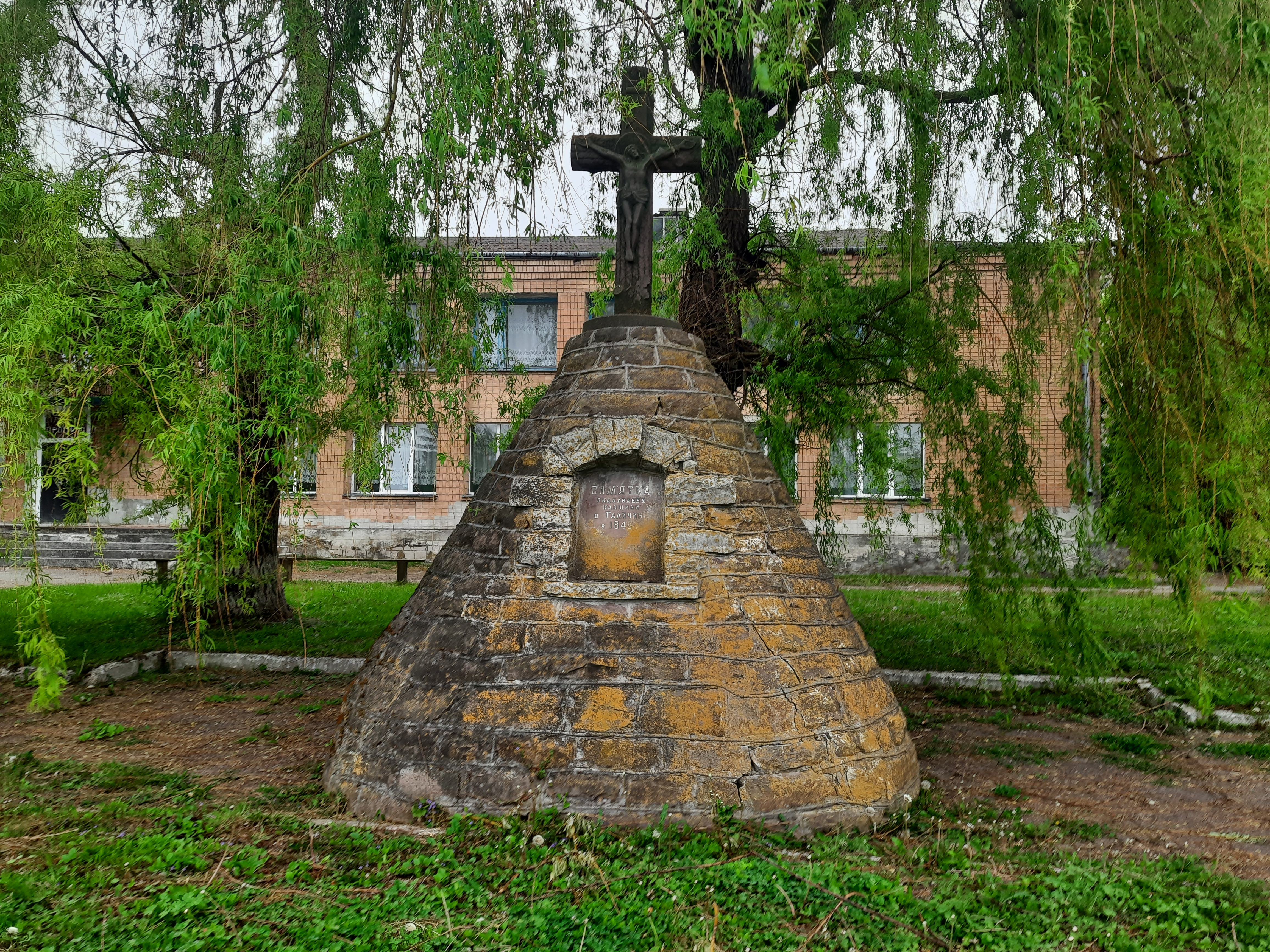
Пам'ятний знак з нагоди скасування панщини
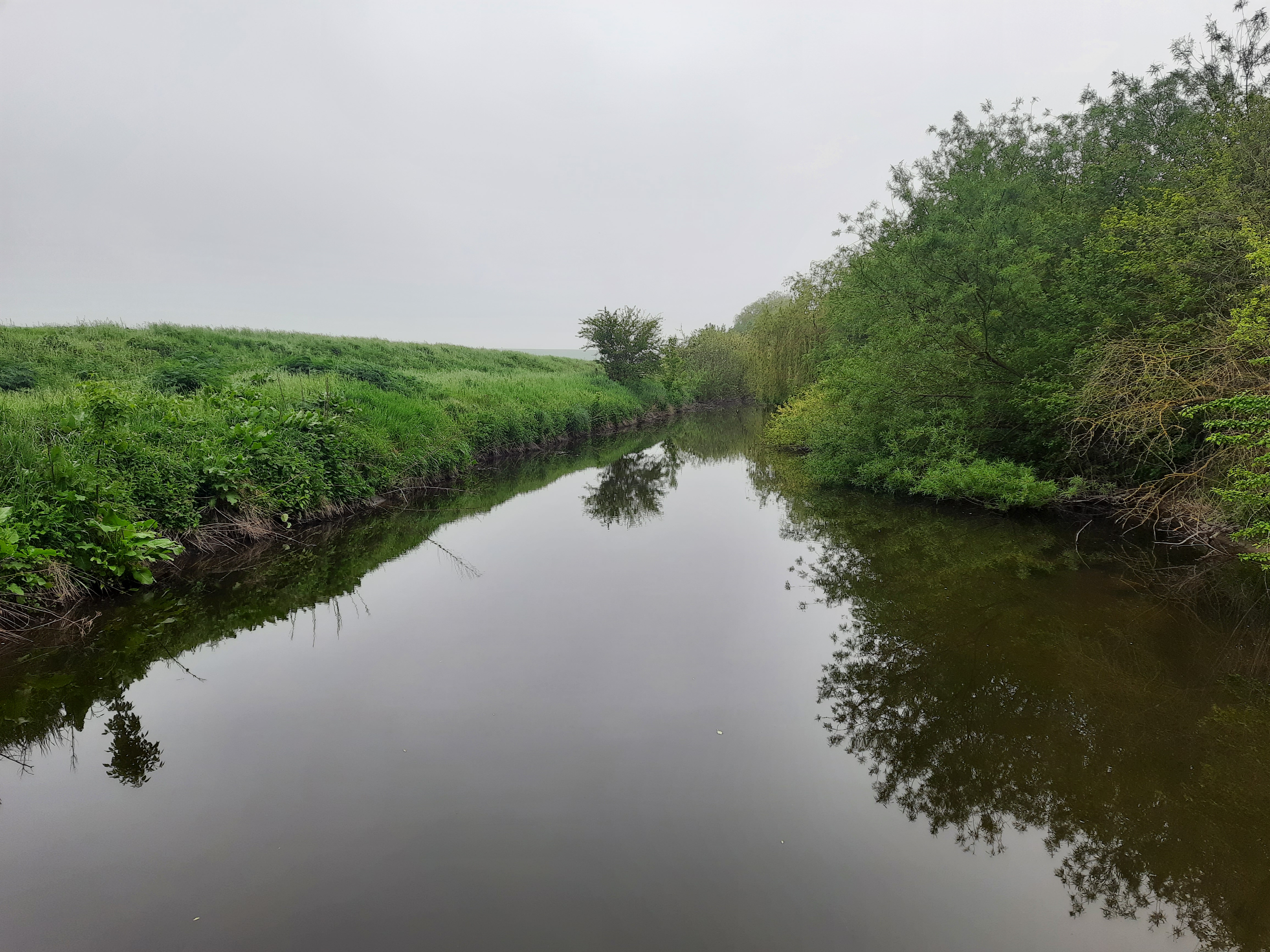
Річка Гнила Рудка